# Hunsel
Hunsel (anhörenⓘ) ist ein Ort in der niederländischen Provinz Limburg.
Am 1. Januar 2007 ist die vormals selbständige Gemeinde mit drei anderen zur Gemeinde Leudal fusioniert. Um die Ortschaft Hunsel, wo sich der Verwaltungssitz der Gemeinde befand, liegen die Orte Ell, Haler, Ittervoort und Neeritter.

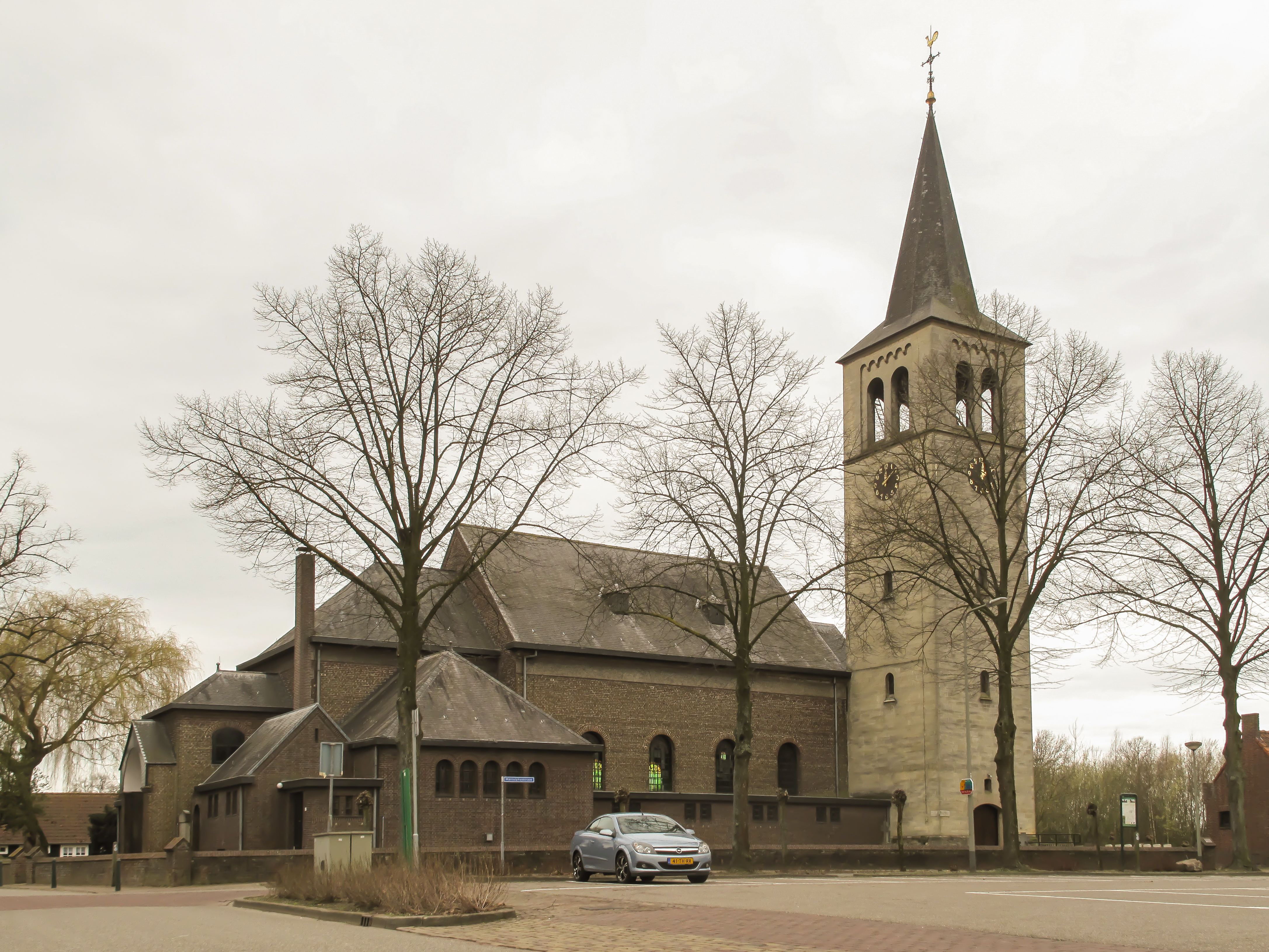
Hunsel, Kirche „de Sint Jacobuskerk“

## Politik

### Sitzverteilung im Gemeinderat
Bis zur Auflösung der Gemeinde ergab sich seit 1982 folgende Sitzverteilung:
| Partei          | Sitze | Sitze | Sitze | Sitze | Sitze | Sitze |
| Partei          | 1982  | 1986  | 1990  | 1994  | 1998  | 2002  |
| --------------- | ----- | ----- | ----- | ----- | ----- | ----- |
| Leefbare Kernen | —     | —     | —     | —     | —     | 4     |
| Dorpen-Belang   | —     | —     | —     | 5     | 5     | 4     |
| CDA             | 5     | 4     | 4     | 4     | 4     | 2     |
| Keerpunt ’92    | —     | —     | —     | 1     | 2     | 1     |
| VVD             | —     | —     | —     | —     | —     | 1     |
| PvdA            | —     | —     | —     | —     | —     | 1     |
| Samen Een       | 2     | 3     | 3     | 1     | —     | —     |
| Lijst Vissers   | 3     | 4     | 4     | —     | —     | —     |
| Lijst Schobers  | 1     | —     | —     | —     | —     | —     |
| Gesamt          | 11    | 11    | 11    | 11    | 11    | 13    |